# Nellia appendiculata
Nellia appendiculata is een mosdiertjessoort uit de familie van de Quadricellariidae. De wetenschappelijke naam van de soort is voor het eerst geldig gepubliceerd in 1883 door Hincks.